# Nora Miao
Nora Miao (en chino, 苗可秀; pinyin, Miáo Kěxiù, cantonés: Miu Ho-Sau; Hong Kong, 8 de enero de 1952) es una actriz y artista marcial china. Conocida por aparecer como coprotagonista en casi todos los filmes de la Golden Harvest junto con el actor, director y artista marcial Bruce Lee.
Concurrió a la escuela católica Santa Teresa de Kowloon.
Gracias a su buena apariencia y conocimientos de kung-fu, conoció a un actor y agente buscatalentos, en 1968, llamado Ko Chuen Hsiung (Ko Chun-hsiung), quien la llevó al cine apareciendo en varios filmes como pareja de este actor, manteniendo una relación con este agente por algún tiempo.
Apareció en 1971 en un filme de Raymond Chow llamado The Blade Spares None (La lámina de oro).
Posteriormente, conoció a Bruce Lee y fue contratada por la Golden Harvest Artist para aparecer como coprotagonista de Lee en varios filmes clásicos de artes marciales. Apareció muy cercana a Lee en varias facetas sociales, y la química que se estableció entre ellos traspasó el celuloide como una pareja ranqueable, y su nombre se asoció íntimamente al de Bruce Lee como pareja en la vida real.
Con la muerte de Bruce Lee, Miao formó una compañía productora junto con su hermano Rickie Chan. Posteriormente, apareció ocasionalmente en algunos filmes de artes marciales a finales de los setenta. En el siglo XXI, Miao ha aparecido en un filme llamado Merry-Go-Round. Se le asoció al productor King Hu, un antiguo experto espadachín chino residente en Canadá.
Está retirada y reside entre su residencia en Toronto, Canadá, donde presenta un programa en CCBC Radio, y Hong Kong.

## Filmografía
- The Blade Spares None (1971)
- The Big Boss/Fists of Fury/唐山大兄 (1971)
- Fist of Fury/The Chinese Connection/精武門 (1972)
- Way of the Dragon/Return of the Dragon/猛龍過江 (1972)
- Naughty! Naughty!/綽頭狀元 (1974)
- New Fist of Fury/新精武門 (1976)
- Clans of Intrigue/楚留香 (1977)
- The Last Duel/英雄對英雄 (1978)
- Young Dragon (1979)
- The Rise and Fall of Qing Dynasty/滿清十三皇朝 (1987)
- How to Meet the Lucky Stars (1996)
- Dragon Fist
- Run Papa Run (2008)
- Merry-Go-Round (2010)